# Kosmodrom Wostocznyj
Kosmodrom Wostocznyj (ros. Космодром Восточный, „Kosmodrom Wschodni”, ang. Vostochny Cosmodrome) – nowy rosyjski kosmodrom, który będzie służyć do wysyłania w kosmos ładunków komercyjnych oraz statków załogowych. Powstaje na wschodzie Rosji, w obwodzie amurskim, w pobliżu miast Ciołkowski (d. Uglegorsk) i Swobodny, około stu km od granicy z Chinami. 
Wostocznyj był od samego początku budowany jako obiekt cywilny. Wcześniej wybudowane kosmodromy, Bajkonur czy Plesieck, skonstruowano jako obiekty wojskowe. Pierwszy start rakiety Sojuz 2.1a nastąpił w 28 kwietnia 2016 roku.

## Okoliczności powstania
Po rozpadzie ZSRR największy rosyjski kosmodrom Bajkonur znalazł się na terenie innego państwa – Kazachstanu. Federacja Rosyjska dzierżawi obiekt, na mocy umowy obowiązującej do 2050 roku, co generuje koszty w kwocie 115 mln dolarów rocznie. Wostocznyj miał w założeniu uniezależnić rosyjską kosmonautykę od kosmodromu Bajkonur. W pierwotnych planach zakładano, że nowy kosmodrom obsłuży 45% startów rakiet kosmicznych i docelowo będzie służyć misjom załogowym. 
Decyzja o lokalizacji podyktowana była w znacznej mierze sprzyjającymi warunkami klimatycznymi obwodu amurskiego. Starty w kosmodromie Plesieck, zlokalizowanym w obwodzie archangielskim, przez wiele miesięcy w roku utrudniają mrozy i śnieżyce. Ponadto lokalizacja Wostocznego umożliwia wystrzelenie ładunków o podobnej wadze, jak z kosmodromu Bajkonur. 

## Budowa
6 listopada 2007 roku Prezydent Federacji Rosyjskiej Władimir Putin podpisał dekret Nr 1437 „O kosmodromie Wostocznyj”, w którym zatwierdził miejsce powstania i plan obiektu. 11 lipca 2008 roku nadzór nad budową kosmodromu zlecono agencji Roskosmos. Budowę rozpoczęto w 2010 r., a jej koszt przewidziano na ok. 13,5 mld USD. Miała zostać ukończona w 2018 roku, napotykała jednak na duże opóźnienia, czego jednym z powodów była gigantyczna korupcja. 
W 2011 roku w budżecie Federacji Rosyjskiej przewidziano 24,5 mld rubli na budowę kosmodromu. Do realizacji projektu Roskosmos zatrudniał podwykonawców, którzy dopuścili się nadużyć i defraudacji mienia na ogromną skalę. Jednocześnie robotnicy nie otrzymywali wynagrodzeń, co doprowadziło do ogłoszenia 22 kwietnia 2015 roku strajku głodowego, w wyniku którego Władimir Putin zlecił kontrolę projektu. Zaległości płacowe wobec 311 pracowników wynosiły wówczas 16,13 mln rubli. Robotnicy skarżyli się również na nieludzkie warunki pracy. Z protestującymi osobiście rozmawiał wiceminister Dmitrij Rogozin, prezes Roskosmosu. 
Na skutek kontroli wszczęto 20 spraw karnych, a do sądu skierowano 600 wniosków o wypłatę zaległych pensji. Jednocześnie toczyły się dochodzenia w sprawie defraudacji dotacji państwowych, przeznaczonych na budowę kosmodromu, złamania prawa budowlanego i innych naruszeń. Rosyjski biznesmen Wiktor Griebniew, który w latach 2006 – 2014, był prezesem firmy budowlanej TMK (Tichookieanskaja Mostostroitielnaja Kompanija), jednym z podwykonawców budowy kosmodromu, został skazany na karę więzienia za malwersacje finansowe. W toku dochodzenia ustalono, że pieniądze z dotacji państwowych na budowę kosmodromu przeznaczył na zakup prywatnego jachtu i budowę rezydencji. Na karę więzienia skazano również Igora Nesterenkę, jednego z dyrektorów TMK. 
We wrześniu 2016 roku Władimir Putin zlecił nadzór nad ukończeniem budowy Ministerstwu Obrony. Osobą odpowiedzialną za kontrolę projektu był minister Siergiej Szojgu. 
Do marca 2016 roku wykonawcą budowy było przedsiębiorstwo Dalspecstroj. W październiku 2014 roku jego prezes Jurij Chrizman został oskarżony o malwersacje, a następnie skazany na jedenaście i pół roku więzienia. Śledczy ustalili, że działania Chrizmana, związane z budową kosmodromu Wostocznyj, naraziły skarb państwa na straty w wysokości 5,2 miliarda rubli. Po jego aresztowaniu prezesem Dalspecstroju został Dmitrij Sawin. Zwolniono go w 2015 roku w związku ze strajkami robotników, którym nie wypłacił pensji, na polecenie Dmitrija Rogozina, szefa Roskosmosu. 27 stycznia 2019 roku Sawin zginął w moskiewskim mieszkaniu od rany postrzałowej głowy. Okoliczności jego śmierci są obecnie przedmiotem dochodzenia prokuratury.  
W 2018 roku ujawniono, że betonowe konstrukcje wyrzutni rakiet zostały wykonane wadliwie (w betonie pojawiły się puste przestrzenie). Roskosmos zapowiedział naprawienie usterki.  W lipcu 2018 roku zakończono śledztwo, toczące się od listopada 2017 roku, przeciw Nikołajowi Kochno, prezydentowi miasta Ciołkowski, który w związku z budową kosmodromu przyjął 2,2 mln rubli na zakup mieszkania.  
W listopadzie 2018 roku Prokuratura Generalna FR podsumowała dotychczasowe dochodzenia w sprawie nadużyć związanych z budową kosmodromu Wostocznyj. Łącznie toczyło się 140 spraw karnych, a straty wyceniono na 10 mld rubli. Od 2014 roku stwierdzono ponad 17000 przypadków naruszenia prawa, ponad tysiąc osób pociągnięto do odpowiedzialności. Z powodu komplikacji prawnych i defraudacji budowa kosmodromu nie została jeszcze ukończona.  
Liczne kontrowersje stały się przyczyną spekulacji i kryzysów wizerunkowych Roskosmosu oraz samego kosmodromu. Z utraconych środków udało się odzyskać około 3,5 miliarda rubli.  

## Stan prawny
Właścicielem kosmodromu jest spółka Centrum Kosmiczne Wostocznyj (ros. Космический центр Восточный), założona 6 września 2010 roku. Jest ona oddziałem spółki Centrum Eksploatacji Obiektów Naziemnej Infrastruktury Kosmicznej (ros. Центр эксплуатации объектов наземной космической инфраструктуры, ЦЭНКИ), powstałej w 1994 roku i obecnie należącej do Agencji Kosmicznej Roskosmos.  
Nadzór nad kosmodromem Wostocznyj (podobnie jak nad wszystkimi kosmodromami znajdującymi się na terenie Federacji Rosyjskiej i strategicznymi działaniami Roskosmosu) sprawuje Ministerstwo Obrony. Decyzję o rozwoju i kluczowych działaniach obiektu podejmuje Roskosmos. 
Spółka Centrum Kosmiczne Wostocznyj zajmuje się: obsługą obiektów w kosmodromie, szkoleniem kadr, wyposażeniem, przygotowaniem zaplecza technicznego do startów rakiet, zapewnieniem łączności, dokumentacją operacji technologicznych oraz montażem urządzeń. Pełni również rolę generalnego wykonawcy inwestycji budowlanych w kosmodromie. 
Prezesem spółki Centrum Kosmiczne Wostocznyj, będącej właścicielem kosmodromu, jest Roman Waleriewicz Bobkow, uprzednio pracujący w kosmodromie Bajkonur. 24 października 2020 roku Roman Bobkow został aresztowany w związku z malwersacjami finansowymi przy budowie ujęcia wody w kosmodromie Wostocznyj. Wraz z Bobkowem aresztowano głównego inspektora wydziału Państwowego Nadzoru Architektoniczno-Budowlanego Ministerstwa Obrony Dmitrija Fomincewa. Straty wyrządzone przez ich działania śledczy wycenili na pół miliarda rubli. 

## Infrastruktura i logistyka

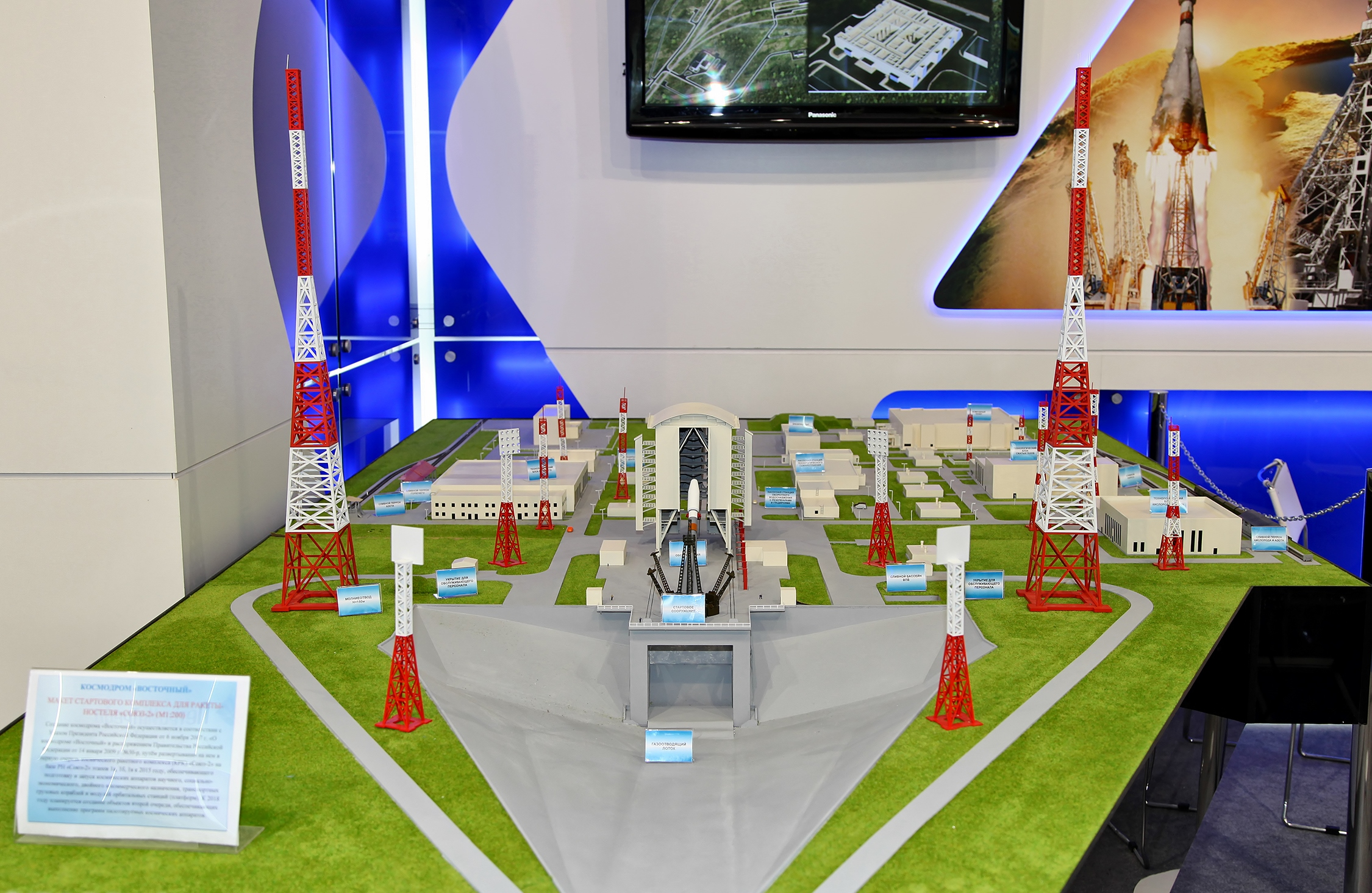
Makieta kosmodromu Wostocznyj. W centrum znajduje się wyrzutnia 1S.

Kosmodrom zajmuje teren o powierzchni 700 km². Na terenie obiektu znajdują się: stanowisko dowodzenia, linie transportowe, budynki administracyjne, budynki montażowe i testowe, stacja uzdatniania wody wraz z pompownią, zespoły startowe i techniczne przeznaczone dla rakiet typu Sojuz-2 i stacja paliw. Obecnie kosmodrom dysponuje jedną wyrzutnią (1-S) do rakiet Sojuz-2, jednocześnie budowana jest druga wyrzutnia, przeznaczona dla rakiet typu Angara.
Kosmodrom wykorzystuje również infrastrukturę radzieckiej bazy pocisków międzykontynentalnych Swobodny (obecnie już nieistniejącej). 
Mobilna i naziemna stacja pomiarowa, dostarczająca dane niezbędne do analizy startów i lotów znajduje się w mieście Poronajsk, w obwodzie sachalińskim. 
Wszystkie rakiety startujące z kosmodromu są montowane na miejscu z części transportowanych drogą lądową, gdyż kosmodrom nie posiada jeszcze lotniska. Podzespoły do rakiet Angara będą wytwarzane przez Państwowe Produkcyjno-Badawcze Centrum Kosmiczne im. M. Chruniczewa w Moskwie. Pierwotnie planowano transportować je koleją. W 2019 roku zaprojektowano specjalny model samolotu Ił-96-500T z rozbudowanym kadłubem, do przewozu części rakiet typu Angara, które mają startować z kosmodromu Wostocznyj. W 2020 roku podjęto decyzje o przeniesieniu produkcji części rakiet nośnych Angara do zakładów w Omsku, w celu obniżenia kosztów. 

## Plany

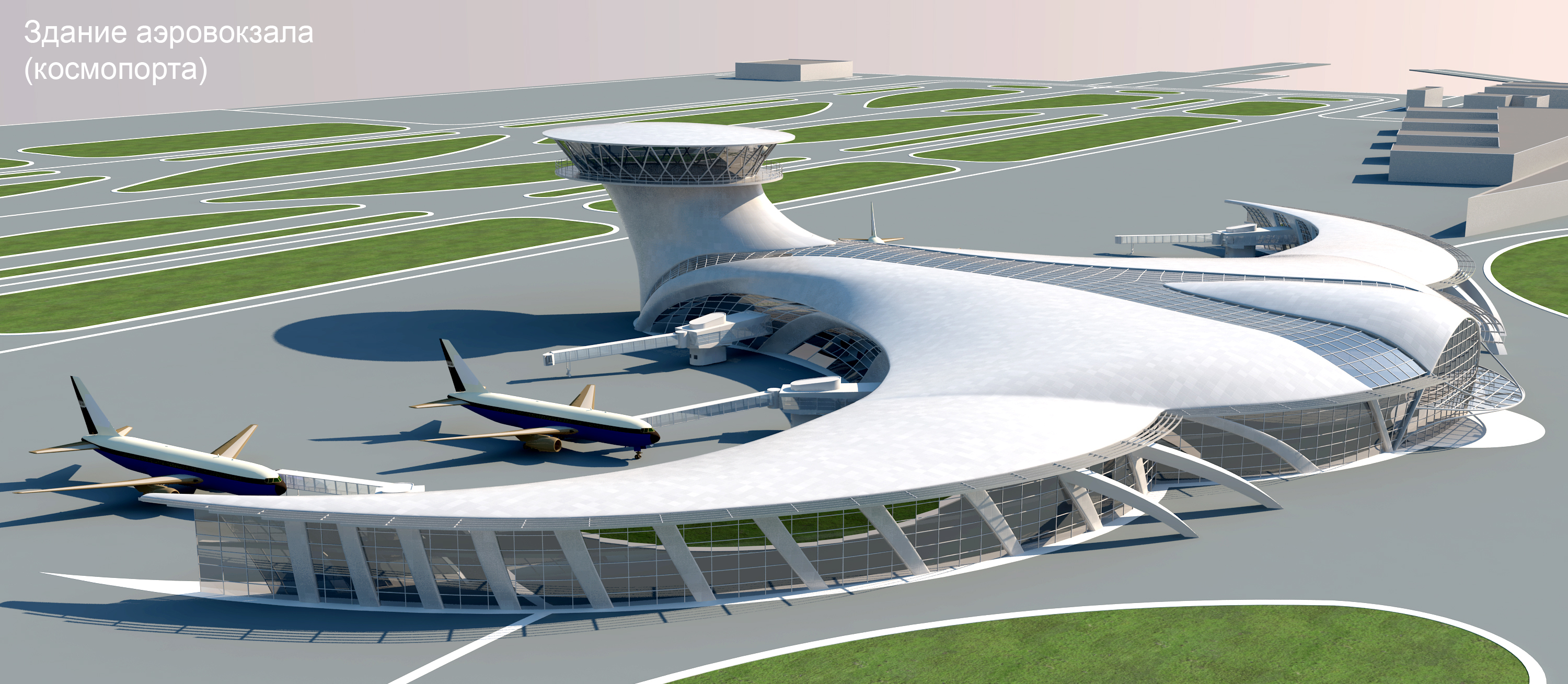
Wizualizacja terminalu lotniska Wostocznyj.

Kosmodrom ma docelowo zatrudniać 20–25 tys. osób. Start pierwszej załogowej misji orbitalnej ma nastąpić ok. 2024 r. (pierwotnie ok. 2018 r.). 
Wostocznyj ma być wykorzystywany przede wszystkim do wystrzeliwania nowych rakiet nośnych Angara, w tym wersji przeznaczonych dla statków załogowych. Także będą z niego startowały nowsze wersje rakiet Sojuz. Będzie na nim znajdowało się siedem wyrzutni, m.in.:
- LD1 - dla rakiet Sojuz 2, począwszy od 2016 r.,
- PU1 – dla rakiet Angara-1.2/A3/A5, od 2021 r.[41],
- PU2 - dla rakiet Angara-A5V/A7, od 2022 r.[42].

W planach rozwojowych znajduje się również zbudowanie osobnych wyrzutni dla rakiet Sojuz-5 i Sojuz-6. 
Po ukończeniu budowy wyrzutni rakiet Angara kosmodrom ma obsługiwać rakiety Angara A5M, Angaru-A5P i Angara-A5W.
W 2027 roku planowany jest pierwszy start rakiety typu Jenisej. 
W przyszłości, w pobliżu kosmodromu, ma powstać lotnisko Wostocznyj. Jego budowa przewidziana jest na lata 2023 – 2029. Lotnisko ma przyjmować samoloty krajowe i międzynarodowe oraz zapewnić transport części rakiet do kosmodromu. Wedle kosztorysu z 2016 roku inwestycję oszacowano na 26,5 mld rubli. Lotnisko ma znajdować się około 10 km od platformy startowej kosmodromu. Pierwotnie jego budowę planowano ukończyć w 2021 roku.  

## Starty
Wszystkie starty z kosmodromu Wostocznyj miały miejsce z platformy 1S, przeznaczonej do rakiet typu Sojuz-2.
- Pierwszy start z kosmodromu Wostocznyj odbył się 28 kwietnia 2016 roku. Rakieta Sojuz 2.1a/Wołga wyniosła na orbitę satelity Michajło Łomonosow, przeznaczonego do badań promieniowania kosmicznego oraz Aist-2 i SamSat-218/D. Ze względu na usterkę systemu kontroli lotu start był opóźniony o dobę. Był to jedyny start zaplanowany na 2016 rok[47][48].

- 28 listopada 2017 roku odbył się nieudany start rakiety Sojuz 2.1/Fregat-M, z satelitą Meteor-M. Przyczyną katastrofy było uruchomienie członu Fregat w niewłaściwym miejscu, który zdeorbitował cały ładunek[49].

- 1 lutego 2018 roku[50] odbył się rakiety Sojuz 2.1/Fregat, która wyniosła 2 satelity Kanopus.

- Czwarty lot rakiety Sojuz 2.1a odbył się 27 grudnia 2018 roku[51], o godzinie 03:07 czasu polskiego. Głównym ładunkiem były dwa satelity obserwacji Ziemi Kanopus-B noszące numery 5 i 6 oraz 26 mniejszych satelitów. Rakieta wyposażona była w górny stopień "Fregat", który umożliwił rozmieszczenie transportowanych satelitów na odpowiednich niskich orbitach okołoziemskich. Misja zakończyła się powodzeniem. "Fregat" odpalał swój system napędowy aż siedem razy. Ostatnie z tych uruchomień miało na celu wprowadzenie niepotrzebnego już stopnia na trajektorię umożliwiającą jego rychłą deorbitację. Dane teledetekcyjne pozyskiwane z Kanopus-B służą m.in. do monitorowania katastrof i kataklizmów, przyglądaniu się aktywności rolniczej oraz racjonalnemu gospodarowaniu zasobami naturalnymi. Przy okazji Sojuz dostarczył w kosmos 26 mniejszych satelitów dla takich krajów jak USA, Japonia, Niemcy i Hiszpania. Wśród tych urządzeń znalazły się głównie satelity obserwacyjne i służące do identyfikacji statków na morzu. Część z nich należy do firm Planet oraz Spire Global[52].
- 5 lipca 2019 roku odbył się udany start rakiety Sojuz 2.1b z satelitą Meteor-M[53].

## Galeria

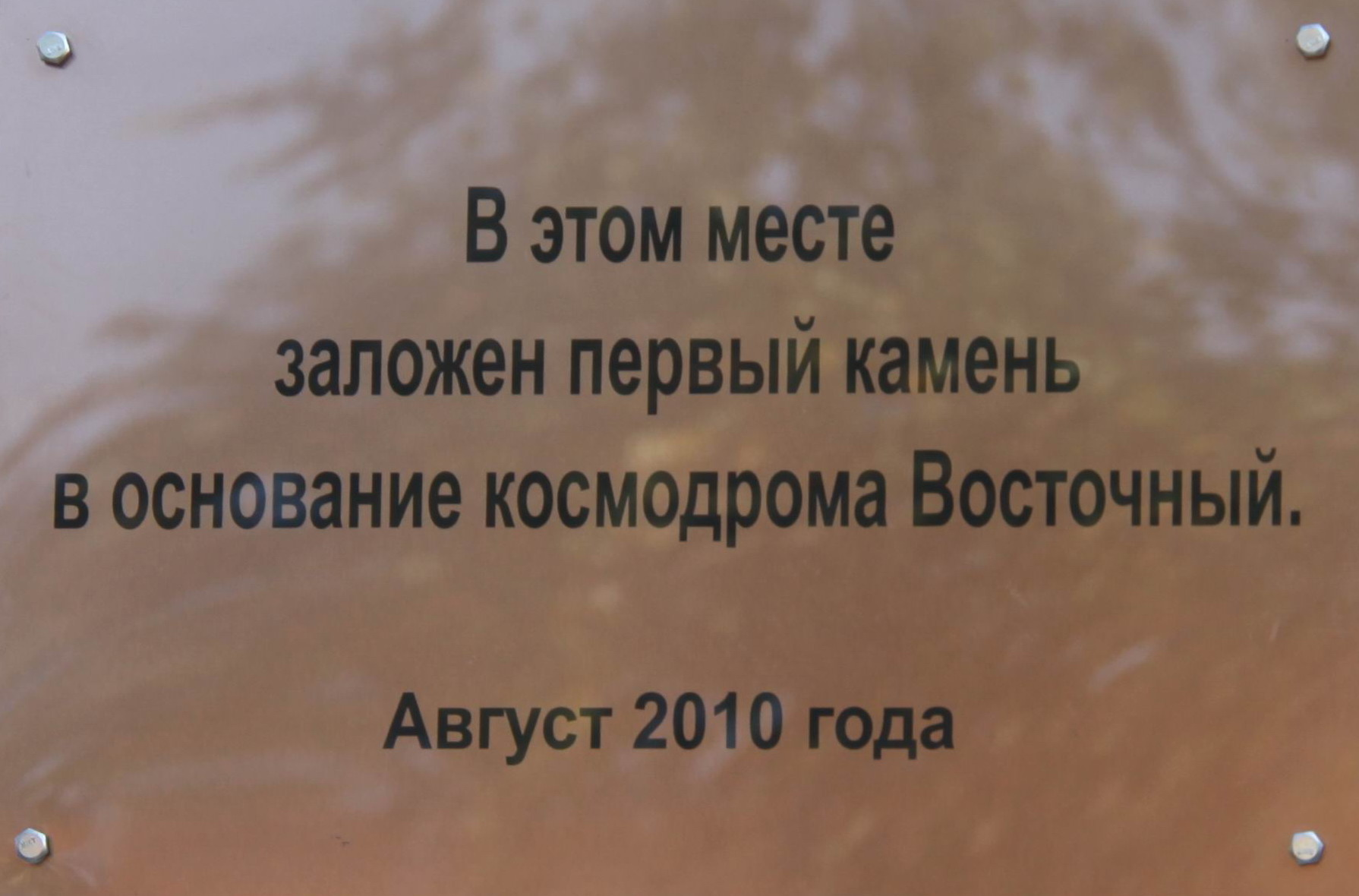
Tablica pamiątkowa na kamieniu węgielnym (2010)
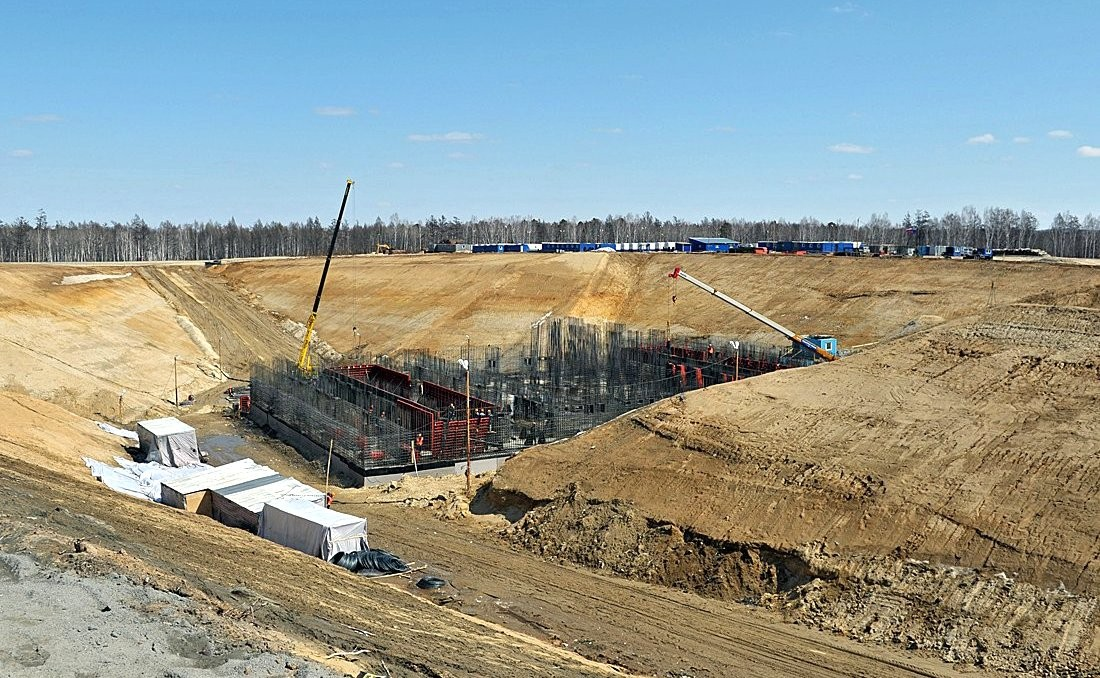
Kosmodrom w budowie (2013)
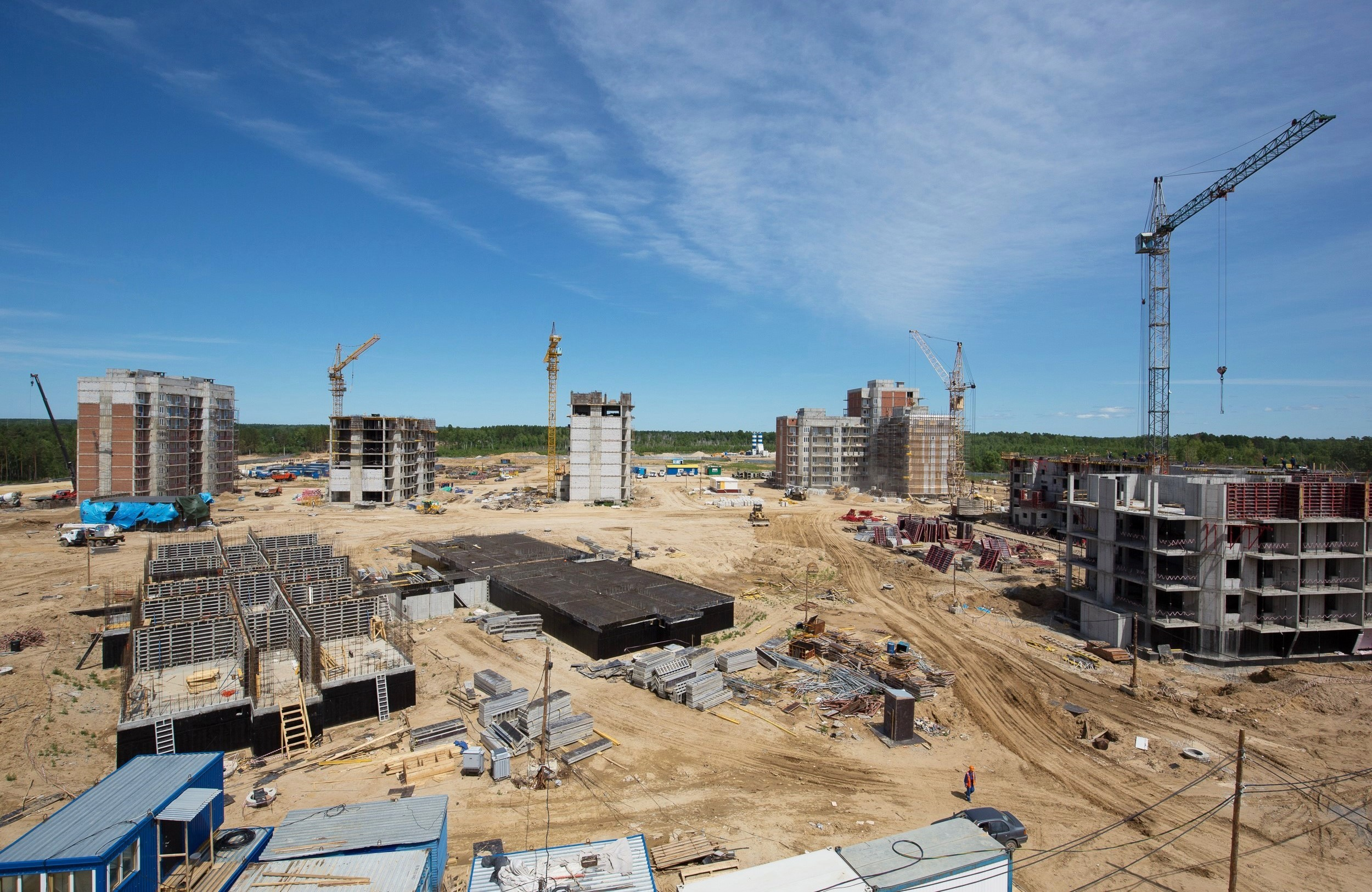
Budowa mieszkań dla pracowników kosmodromu w Ciołkowskim (2015)
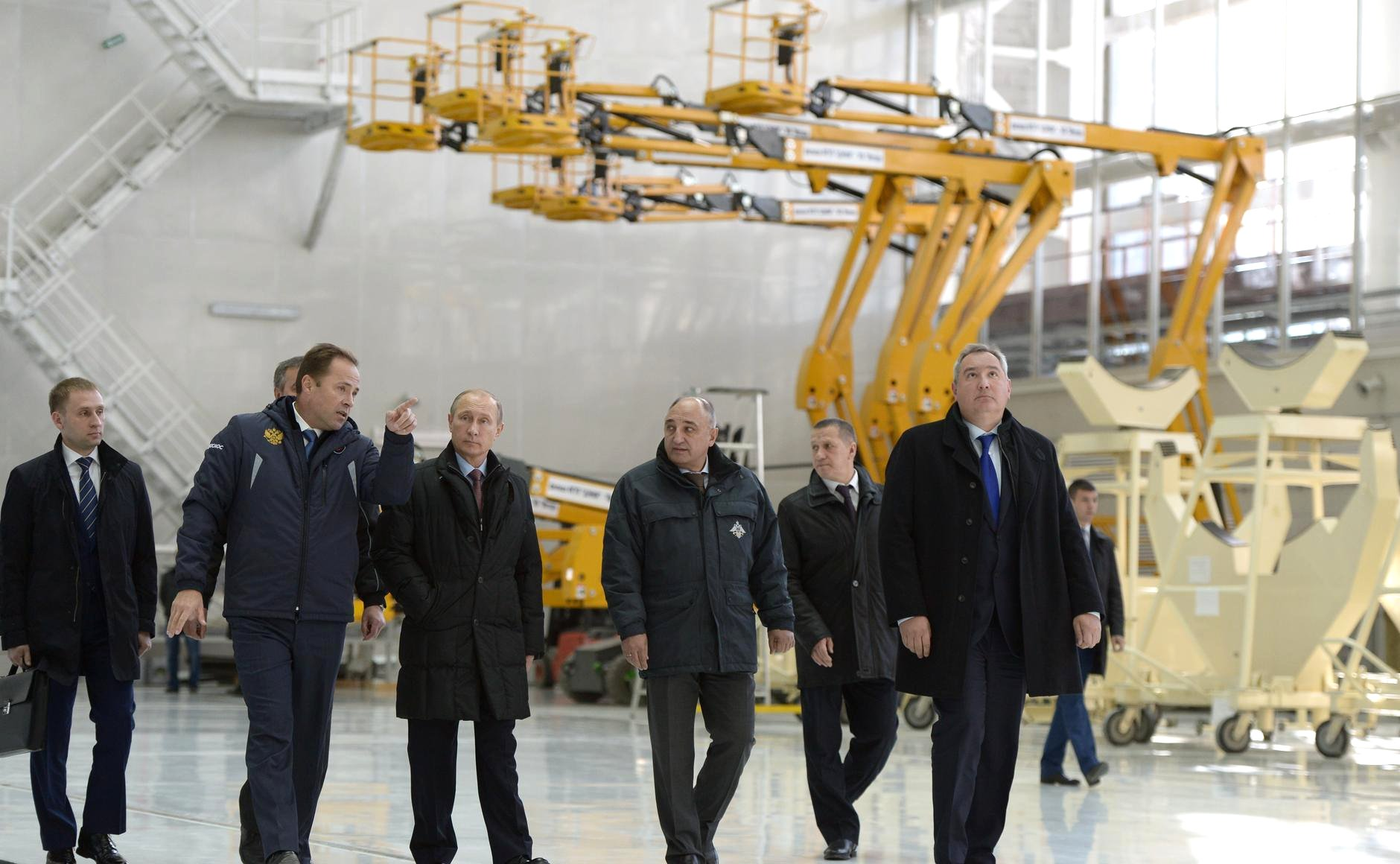
Prezydent Władimir Putin wizytuje budowę (2015)
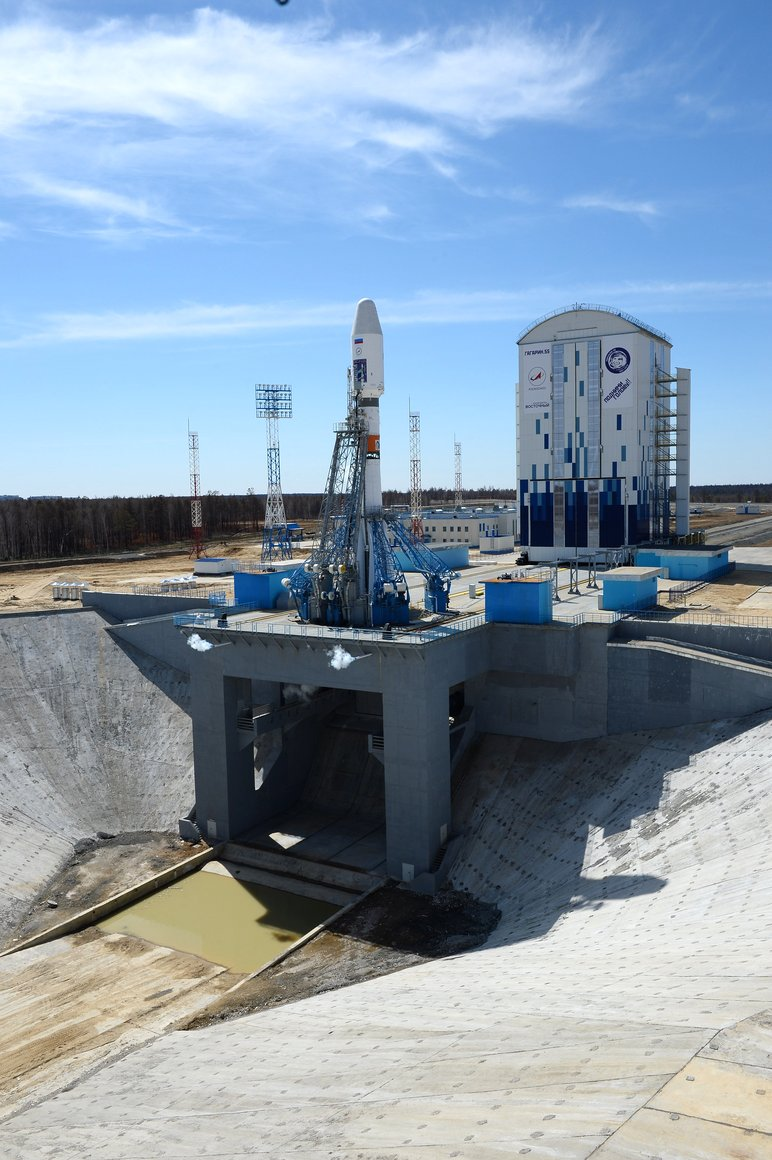
Wyrzutnia dla rakiet Sojuz (2016)
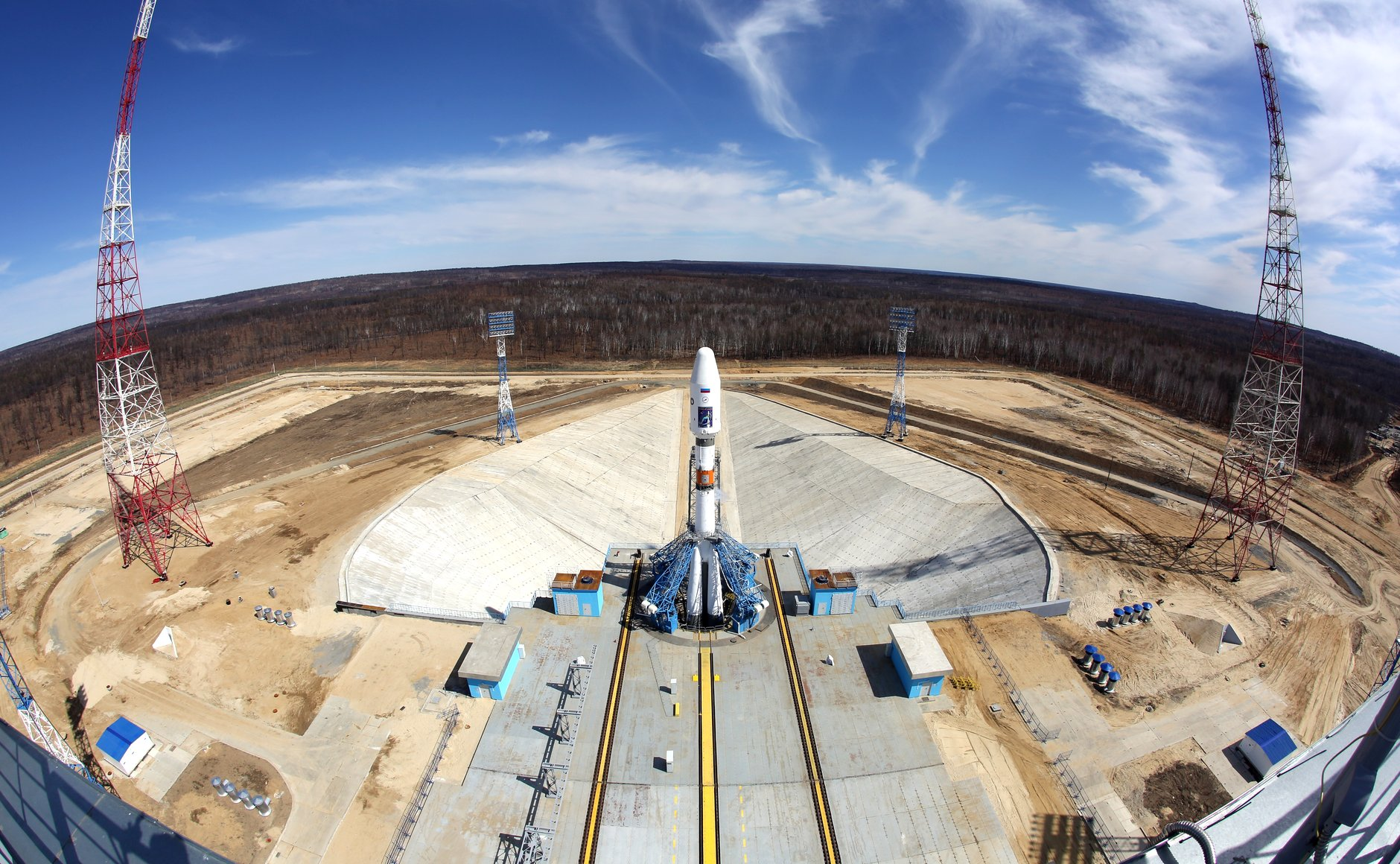
Wyrzutnia dla rakiet Sojuz (2016)
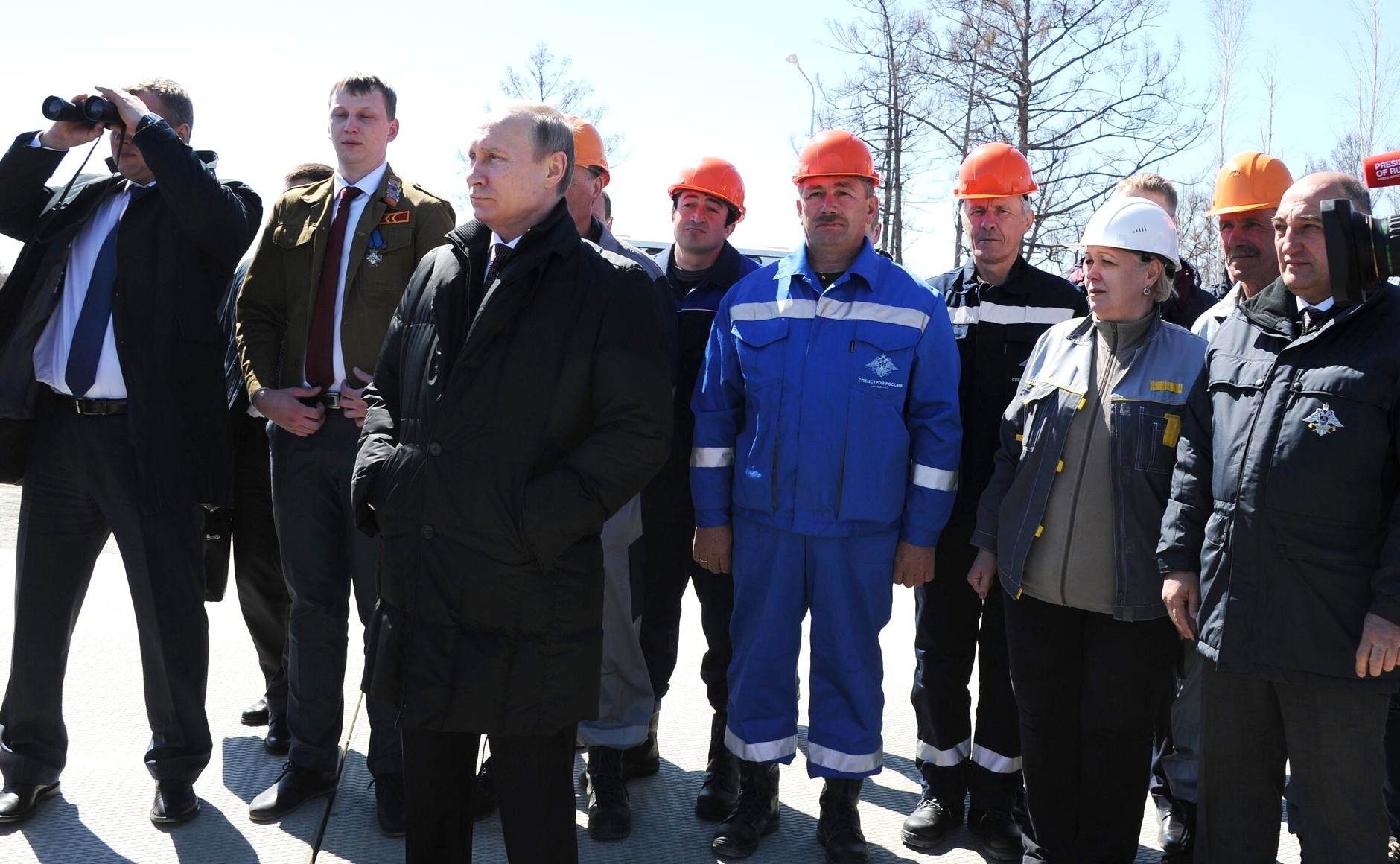
Pierwszy start obserwował prezydent Putin (28 kwietnia 2016 r.)